# Ane Sandaker Kvittingen
Ane Sandaker Kvittingen (* 25. November 1989) ist eine norwegische Biathletin.
Ane Sandaker Kvittingen lebt in Ustaoset und startet für Geilo IL. Seit der Saison 2010/11 nimmt sie an internationalen Rennen des IBU-Cups teil. Schon in ihrem ersten Rennen, einem Sprint zum Saisonauftakt in Beitostølen, gewann sie als 19. erste Punkte. In Martell konnte sie sich im weiteren Verlauf der Saison bis auf einen 13. Rang im Sprint verbessern. Höhepunkt der Saison wurden die Biathlon-Weltmeisterschaften 2011 in Ridnaun, bei denen Kvittingen im Sprint 39. und in der Verfolgung 35. wurde.